# Ingrid Fenger
Ingrid Fenger (26 de junio de 1985) es una deportista australiana que compitió en remo. Ganó una medalla de oro en el Campeonato Mundial de Remo de 2008, en la prueba de cuatro scull ligero.

## Palmarés internacional
| Campeonato Mundial | Campeonato Mundial   | Campeonato Mundial | Campeonato Mundial  |
| Año                | Lugar                | Medalla            | Prueba              |
| ------------------ | -------------------- | ------------------ | ------------------- |
| 2008               | Ottensheim (Austria) | Medalla de oro     | Cuatro scull ligero |